# Haroldo Higa
Haroldo Joao Higa Taira (Lima, 27 de febrero de 1969) es un escultor peruano de origen japonés. Pertenece a una familia nikkei de Okinawa. Sus esculturas están presentes en museos y colecciones privadas en países de América, Europa y Asia.

## Biografía, formación y carrera artística
Nació en Lima, el 27 de febrero de 1969. Pertenece a una familia nikkei de Okinawa: su abuelo paterno, Eicho Higa, emigró desde la prefectura de Okinawa y fue dirigente destacado de la comunidad japonesa en Perú. Es el quinto de seis hijos de Guillermo Higa y Angélica Asako Taira, y todos estudiaron en el colegio nikkei La Unión en Lima. Desde pequeño mostró inclinación por el dibujo y la artesanía manual, pero no fue hasta su formación profesional que se dedicó plenamente al arte escultórico.
Estudió entre 1987 y 1993 en la Facultad de Arte y Diseño de la Pontificia Universidad Católica del Perú, donde se licenció en Arte con mención en Escultura. Entre 1994 y 1995 cursó estudios de especialización en la Universidad de Arte de Okinawa, en Japón, tras ser becado por la Okinawa International. Su carrera incluyó una temporada en Buenos Aires entre 1997 y 2001 trabajando para la Fundación Praxis Arte Internacional. En 2006 realizó una residencia artística en la Cité Internationale des Arts de París becado por la Embajada de Francia en Perú. En 2015 obtuvo el grado de Magíster en Gestión Cultural, Patrimonio y Turismo en la Universidad San Martín de Porres.
También se desempeña como docente, desde 2001 es catedrático en la PUCP, y enseña en la escuela de diseño y arte Corriente Alterna de Lima. Ha sido curador de varias exposiciones, como en 2019 que organizó el Salón conmemorativo de los 120 años de la inmigración japonesa al Perú en Tokio. De la misma manera, desde 2017 coordina el Programa de Arte Joven Nikkei de la Asociación Peruano Japonesa - Centro Cultural Peruano Japonés. Entre el 2023 y 2024, trabajó junto al MALI y a LAP en la realización de esculturas para el terminal del nuevo aeropuerto Jorge Chávez.
Sus esculturas se encuentran expuestas en museos y colecciones privadas en países de América, Europa y Asia tales como Argentina, Brasil, Chile, España, Francia, Reino Unido, Estados Unidos, Japón, República Checa, entre otros.

## Obras y exposiciones destacadas
Sus esculturas combinan influencias de la cultura popular con elementos del arte conceptual y japonés. Sus obras suelen explorar ideas duales o antagónicas con un tono irónico y colorido. Emplea diversos materiales como madera, poliestireno expandido, cartón, plásticos corrugados, espuma rígida, entre otros, experimentando tanto con la talla tradicional como con ensamblajes lúdicos.
Algunas de sus obras y exposiciones más destacadas son:
- Fantasía: Exposición individual del 2000 que incluyó esculturas de espuma sobre el suelo de la serie Los Yokais recubiertas de tela y látex negro, dispuestas sin pedestal, junto con una instalación de juguetes gigantes titulada Parque de juego.[7] Esta muestra fue parte de su transición hacia materiales ligero y formas orgánicas.
- Souvenirs cremosos: Serie escultórica de 2004 que consta de un conjunto de cinco tallas en madera, ekeko, huaco erótico, torito de Pucará, iglesia de Quinua y retablo ayacuchano, que representan de forma agrandada las figuritas populares de uso cotidiano.[13] Esta serie fue exhibida en la Trienal Contemporánea de Praga 2004 y adquirida por la National Gallery de Praga,[7] tras haber ganado con ella la beca a Francia de ese año.
- Ciudad - Luz: Instalación de 2004 creada durante su residencia en París; consiste en una obra poética elaborada en cartón que fue presentada en una exposición titulada Ciudad - Luz.[14]
- Evolución: Exposición individual de 2017 expuesta en la Galería Lucía de la Puente que reunió doce piezas entre esculturas y relieves tallados en madera natural.[15] Empleó palitos de helado, varillas y triplay unidos con pegamento para formar bloques que luego desbastaba y tallaba, invirtiendo el proceso clásico de la talla en madera.[12]

Otras exhibiciones relevantes incluyen ferias y muestras colectivas en Perú y el extranjero. Participó en la feria de arte PARC Lima 2017 y presentó la exposición Loop en el Centro Cultural Inca Garcilaso de la Vega de Lima en 2019. A nivel internacional, en 2017 formó parte de la colectiva Latin American artists in the Marciano Collection de la Marciano Art Foundation de Los Ángeles. Además, ha sido curador y coordinador en eventos culturales ligados a la comunidad nikkei, como el Primer Salón de Arte Joven Nikkei, también en 2017.